# Dabergotz
Dabergotz ist eine Gemeinde im Landkreis Ostprignitz-Ruppin in Brandenburg. Sie gehört zum Amt Temnitz mit Sitz in Walsleben.

## Geographie
Die Gemeinde liegt etwa fünf Kilometer westlich der Kreisstadt Neuruppin auf der Ruppiner Platte.
Benachbart sind die Ortschaften Werder, Gottberg, Kerzlin, Lüchfeld und Stöffin sowie der Neuruppiner Wohnplatz Bechlin.

## Geschichte und Etymologie
Bei Ausgrabungen wurden im Ort Nachweise gefunden, die bereits in der Bronzezeit auf eine Besiedelung hindeuten. Zusätzlich wurde ein slawischer Burgwall nachgewiesen. In der zweiten Hälfte des 13. Jahrhunderts errichteten Handwerker aus Feldsteinen eine Dorfkirche, die im Dehio-Handbuch als „stattlich“ bezeichnet wird.
In historischen Urkunden wird der Ort als  Dobergoz, Dobergotz, Dobergatz und Dabhegotz erstmals 1291 genannt.
Im Jahre 1463 erwähnt man der Ort erstmals urkundlich in einem Lehnsbrief, in der heutigen Schreibweise.
Der Name leitet sich aus dem Slawischen ab und weist auf eine Person Dobrogost hin. Um 1490 gehörte Dabergotz zur im Kern reichsunmittelbaren Herrschaft Ruppin der Grafen von Lindow-Ruppin. 1491 wechselte die Schreibweise zu Dobbergotz, 1524 zu Dobergotz. Im Dreißigjährigen Krieg wurde der Ort schwer verwüstet, ebenfalls bei einem Einfall der Schweden im Jahr 1675. Dabergotz war über viele Jahrhunderte landwirtschaftlich geprägt. Die Nähe zu Neuruppin war dabei von Vorteil, denn nach dem großen Brand 1787 entstand im Ort eine Ziegelei.
Dabergotz gehörte seit dem 14. Jahrhundert zur Herrschaft Ruppin, seit 1524 zum Kreis Ruppin in der Mark Brandenburg und ab 1952 zum Kreis Neuruppin im DDR-Bezirk Potsdam. Seit 1993 liegt Dabergotz im brandenburgischen Kreis Ostprignitz-Ruppin.

## Bevölkerungsentwicklung
| Jahr | Einwohner |
| ---- | --------- |
| 1875 | 407       |
| 1890 | 426       |
| 1910 | 416       |
| 1925 | 449       |
| 1933 | 429       |
| 1939 | 438       |

| Jahr | Einwohner |
| ---- | --------- |
| 1946 | 852       |
| 1950 | 771       |
| 1964 | 623       |
| 1971 | 663       |
| 1981 | 574       |
| 1985 | 546       |

| Jahr | Einwohner |
| ---- | --------- |
| 1990 | 520       |
| 1995 | 523       |
| 2000 | 592       |
| 2005 | 605       |
| 2010 | 590       |
| 2015 | 599       |

| Jahr | Einwohner |
| ---- | --------- |
| 2020 | 645       |
| 2021 | 642       |
| 2022 | 631       |
| 2023 | 668       |
| 2024 | 670       |

Gebietsstand des jeweiligen Jahres, Einwohnerzahl: Stand 31. Dezember (ab 1991), ab 2011 auf Basis des Zensus 2011, ab 2022 auf Basis des Zensus 2022

## Politik

### Gemeindevertretung
Die Gemeindevertretung von Dabergotz besteht aus acht Gemeindevertretern und dem ehrenamtlichen Bürgermeister. Die Kommunalwahl am 9. Juni 2024 führte zu folgendem Ergebnis:
| Partei / Wählergruppe                    | % 2024 | Sitze 2024 | % 2019 | Sitze 2019 |
| ---------------------------------------- | ------ | ---------- | ------ | ---------- |
| Unabhängige Wählergemeinschaft Dabergotz | 61,3   | 5          | 44,2   | 3          |
| CDU                                      | 38,7   | 3          | 55,8   | 5          |

### Bürgermeister
- 1998–2008: Günther Woith (CDU)[8]
- 2008–2019: Ulrich Krebs (CDU)[9]
- 2019–2022: Jean-Michel Liebing-Plötz
- seit 2022: Philipp Gotscha (CDU)

Liebing-Plötz wurde in der Bürgermeisterwahl am 26. Mai 2019 mit 54,9 % der gültigen Stimmen für eine Amtszeit von fünf Jahren gewählt. Er trat im Frühjahr 2022 zurück. Im April 2022 wurde der vorherige Stellvertreter, Philipp Gotscha, einstimmig von der Gemeindevertretung, zum neuen Bürgermeister gewählt. Bei der Kommunalwahl 2024 erhielt er 91,5 % der gültigen Stimmen und wurde für eine Amtszeit von fünf Jahren gewählt.

## Sehenswürdigkeiten

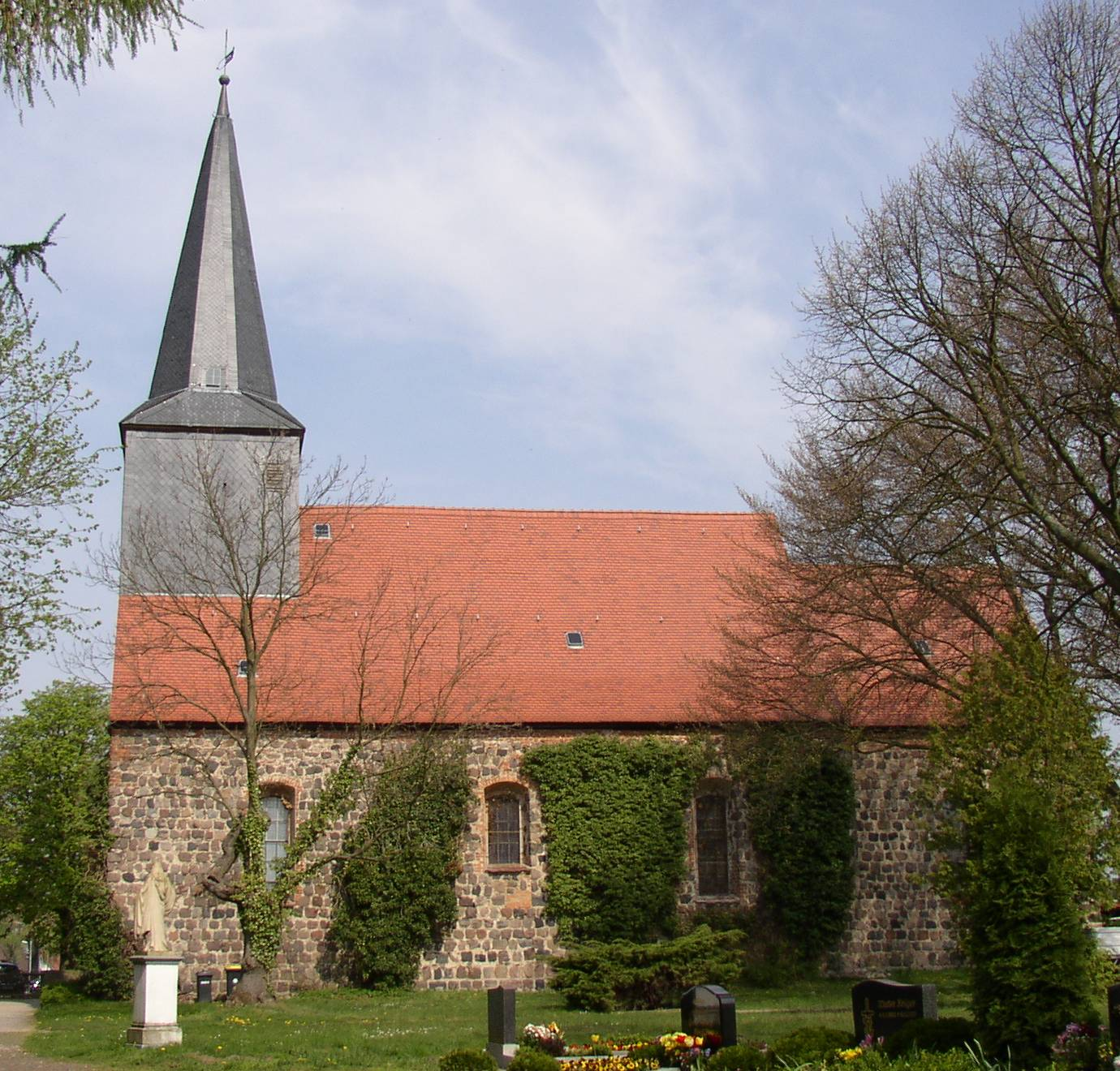
Kirche von Dabergotz

- Das Gehöft in der Hauptstraße 5, bestehend aus Wohnhaus, Stallungen und Scheune, sowie das Wohnhaus in der Hauptstraße 28 stehen unter Denkmalschutz.

### Die Dorfkirche Dabergotz
- Die Dorfkirche Dabergotz ist eine Feldsteinkirche aus der zweiten Hälfte des 13. Jahrhunderts. Im Innern steht unter anderem ein Kanzelaltar aus dem Anfang des 18. Jahrhunderts. Zur weiteren Kirchenausstattung zählt ein hölzerner Taufengel mit einer Muschelschale aus der ersten Hälfte des 18. Jahrhunderts.

## Wirtschaft und Infrastruktur

### Verkehr
Die Gemeinde liegt an der Bundesstraße 167 zwischen Neustadt (Dosse) und Neuruppin und unmittelbar westlich der Anschlussstelle Neuruppin der Bundesautobahn 24 (Hamburg–Berlin).

### Sport
Der TuS Dabergotz 1929 e. V. wurde 1993 gegründet und hat etwa 70 Mitglieder. Er hält jährlich ein Sport- und Dorffest ab und engagiert sich unter anderem im Kinder- und Jugendfußball.
Zur Saison 2019/2020 meldete der Verein wegen Spielermangels seine erste Männermannschaft im Fußball ab.